# José Luis Álvarez
Pour les articles homonymes, voir Álvarez.
José Luis Álvarez y Álvarez, né le 4 avril 1930 à Madrid et mort le 23 août 2023 à Carthagène (Murcie), est un notaire et homme politique espagnol.
Après avoir accompli des études de droit à l'université Complutense de Madrid, il intègre la fonction publique en réussissant les concours du notariat.

## Carrière
En 1975, José Luis Álvarez est désigné secrétaire général du premier Parti populaire, une formation de centre-droit qui s'intégra par la suite à l'Union du centre démocratique. L'année suivante, il participe à la commission Église-État, qui négocie les accords entre l'Espagne et le Vatican, promulgués en 1979.
Désigné maire de Madrid en 1978 par le gouvernement d'Adolfo Suárez, il démissionne le 1er mars 1979 lors de son élection comme député pour Madrid aux élections législatives. Le 3 avril suivant, il est candidat aux municipales dans la capitale espagnole et y remporte une majorité relative, mais un accord entre le Parti socialiste et le Parti communiste l'empêche de gouverner.
Le 3 mai 1980, José Luis Álvarez est nommé ministre des Transports et des Communications dans le second gouvernement Suárez et se voit reconduit dans le cabinet de Leopoldo Calvo-Sotelo, formé le 26 février 1981. Dix mois plus tard, le 2 décembre, il change de portefeuille et devient ministre de l'Agriculture, de la Pêche et de l'Alimentation.
Après avoir annoncé sa décision de quitter l'UCD pour rejoindre le Parti démocrate populaire (PDP), il est relevé de son ministère le 13 septembre 1982, peu avant les législatives anticipées du 28 octobre au cours desquelles il est réélu député pour Madrid.